# Mesochorus savoianus
Mesochorus savoianus là một loài tò vò trong họ Ichneumonidae.